# Mikuláš Athanasov
Mikuláš Athanasov (* 28. November 1930 in Košice; † 25. Dezember 2005 ebenda) war ein tschechoslowakischer Ringer. Er gewann bei den Olympischen Spielen 1952 in Helsinki eine Bronzemedaille im griechisch-römischen Stil im Leichtgewicht.

## Werdegang
Mikuláš Athanasov, ein Slowake, wuchs in Košice auf und begann dort im Alter von 10 Jahren mit dem Fußballspielen. Während des Trainings sah er andere Jugendliche, die das Ringen trainierten und interessierte sich von da an für diese Sportart. Sein erster Trainer in Kosice wurde Ladislav Nagy. Bereits 1943 gewann er bei der ungarischen Jugendmeisterschaft in Diósgyőr eine Medaille. 1947 wurde er erstmals Meister der Slowakei im griech.-röm. Stil im Federgewicht. Im Jahre 1949 wurde er in die tschechoslowakische Nationalmannschaft der Ringer aufgenommen.
Im Jahre 1950 bestritt er seinen ersten internationalen Einsatz, als er im Rahmen eines Länderkampfes Tschechoslowakei gegen die Sowjetunion in Prag auf den vielfachen sowjetischen Meister Jaltyrjan traf und diesem nur knapp nach Punkten unterlag.
1952 startete Mikuláš Athanasov bei den Olympischen Spielen in Helsinki im griechisch-römischen Stil. Im Leichtgewicht gelangen ihm dabei vier Siege. Gegen die übermächtigen Weltklasseringer Gustav Freij aus Schweden und Schazam Safin aus der Sowjetunion konnte er aber nichts ausrichten. Er gewann aber immerhin die Bronzemedaille, was für ihn einen großen Erfolg bedeutete.
Im Jahre 1955 kam er dann noch zu einem Einsatz bei der Weltmeisterschaft in Karlsruhe. Wieder im griechisch-römischen Stil im Leichtgewicht erreichte er dabei einen guten 7. Platz. Er gewann dabei zwei Kämpfe, verlor aber wieder gegen Gustav Freij und den Bulgaren Dimitar Stojanow.
1956 kam es zu Differenzen mit dem tschechoslowakischen Ringerverband. Der Grund war, dass ein neuer Trainer für die Ringernationalstaffel berufen wurde, der weniger Wert auf die Technik der Ringer als vielmehr auf die Kraft derselben setzte. Zur Erlangung der Kraft sollte die Nationalstaffelringer in einem Steinbruch arbeiten. Dies führte dazu, dass die Ringer völlig entkräftet zum Training erschienen und nicht mehr wirkungsvoll trainieren konnten. Mikuláš Athanasov sprach sich gegen dieses Konzept aus und wurde daraufhin aus der Nationalmannschaft verbannt. Die Olympischen Spiele 1956 fanden deshalb ohne ihn statt.
Er begann dann 1956 eine Trainerausbildung und trainierte danach die Ringer von Lokomotive Kosice. Bald darauf wurde er rehabilitiert, kehrte aber nicht mehr auf die Ringermatte zurück. Später wurde er sogar noch Mitglied des tschechoslowakischen Olympischen Komitees.

## Internationale Erfolge
(OS = Olympische Spiele, GR = griechisch-römischer Stil, WM = Weltmeisterschaften, Le = Leichtgewicht, damals bis 67 kg Körpergewicht)
- 1952, Bronzemedaille, OS in Helsinki, GR, Le, mit Siegen über Georgios Petmezas, Griechenland, Andre Verdaine, Frankreich, Zbigniew Szajewski, Polen u. Franco Benedetti, Italien und Niederlagen gegen Gustav Freij, Schweden und Schazam Safin, Sowjetunion

- 1955, 7. Platz, WM in Karlsruhe, GR, Le, mit Siegen über Burhan Pandül, Türkei und Hans Both, Saarland und Niederlagen gegen Gustav Freij und Dimitar Stojanow, Bulgarien

## Länderkämpfe
(soweit bekannt)
- 1950 in Prag, Tschechoslowakei gegen Sowjetunion, GR, Le, Punktniederlage gegen Armenak Jaltyrjan
- 1951 in Leuna, DDR gegen Tschechoslowakei, GR, Le, Schultersieg über Haase
- 1951 in Greiz, DDR gegen Tschechoslowakei, GR, Le, Punktniederlage gegen Helmut Albrecht
- 1954 in Prag, Tschechoslowakei gegen DDR, GR, Le, Punktniederlage gegen Helmut Albrecht